# Oberdachstetten
Oberdachstetten är en kommun och ort i Landkreis Ansbach i Regierungsbezirk Mittelfranken i förbundslandet Bayern i Tyskland. Oberdachstetten har cirka 1 700 invånare.